# Leptoglossis
Leptoglossis  es un género de plantas con flores perteneciente a la subfamilia Petunioideae, incluida en la familia de las solanáceas (Solanaceae). Comprende 20 especies descritas y de estas, solo 6 aceptadas.

## Taxonomía
El género fue descrito por George Bentham y publicado en The Botany of the Voyage of H.M.S. Sulphur 143. 1844[1845]. La especie tipo es: Leptoglossis schwenckioides Benth. 
Etimología
Leptoglossis: nombre genérico que deriva de las palabras griegas: "lepto" = "esbelta" y "glossis" = "lengua".

## Especies aceptadas
A continuación se brinda un listado de las especies del género Leptoglossis aceptadas hasta agosto de 2015, ordenadas alfabéticamente. Para cada una se indica el nombre binomial seguido del autor, abreviado según las convenciones y usos.
- Leptoglossis acutiloba (I.M. Johnst.) Hunziker & Subils
- Leptoglossis albiflora (I.M. Johnst.) Hunziker & Subils
- Leptoglossis darcyana Hunz. & Subils
- Leptoglossis ferreyraei Hunz. & Subils
- Leptoglossis lomana (Diels) Hunz.
- Leptoglossis schwenckioides Benth.